# Leo Schidlof
Leo R. Schidlof (* 1886; † 17. Oktober 1966 in London) war ein österreichischer Kunsthändler, Kunstexperte und Sammler.

## Leben
Schidlof betrieb in den 1920er Jahren Leo Schidlof’s Kunstauktionshaus (auch Kunst-Auktions-Salon Leo Schidlof) in Wien und Paris (nachgewiesen von 1919 bis 1928). Sein besonderes Interesse galt der Miniaturmalerei. Auf diesem Gebiet wurde er zum führenden Experten und legte ein vierbändiges Lexikon der europäischen Miniaturenmaler vom 16. bis 19. Jahrhundert vor. Ab 1946 lebte er in London.

## Veröffentlichungen
- Die Bildnisminiatur in Frankreich im XVII., XVIII. und XIX. Jahrhundert. Als Anhang: Allgemeines Lexikon der Miniaturisten aller Länder. Beyer, Wien 1911.
- Katalog der internationalen Miniaturen-Ausstellung in der Albertina. Wien, Mai–Juni 1924. Wien 1924.
- Chefs-d'oeuvre de la miniature et de la gouache. Genève, Musée d'art et d'histoire, 23.6.-15.8.1956. Genf 1956
- The miniature in Europe in the 16th, 17th, 18th, and 19th centuries. 4 Bände. Akademische Druck- und Verlagsanstalt, Graz 1964 (englische Ausgabe) = La miniature en Europe aux 16e, 17e, 18e et 19e siècles. 4 Bände. Akademische Druck- und Verlagsanstalt, Graz 1964 (französische Ausgabe).